# ジーシー・ワイリー
ジーシー・ワイリー（Geeshie Wiley、1908年頃 - 1950年頃）はアメリカ合衆国のカントリー・ブルース歌手であり、ギター奏者である。パラマウント・レコードで6曲録音し、1930年4月に3枚のレコード盤として発売された。ブルース研究家のドン・ケントは、ワイリーについて「南部の田舎における最も偉大な女性ブルース歌手そして音楽家ではないか」と語っている。ワイリーの生涯についてはほぼまったく不明であり、知られているかぎり写真も残されていない。ワイリーの出生名はリリー・メイ・ブーン( Lillie Mae Boone 1908年11月14日 - 1950年7月29日)であった可能性が高く、後になって、リリー・メイ・スコット(Lillie Mae Scott)となったと考えられている。

## 録音
1930年4月、アフリカ系アメリカ人であったワイリーはパラマウント・レコードで録音するため、歌手、ギター奏者であるエルヴィー・トマスとともにテキサス州ヒューストンからウィスコンシン州グラフトンへ赴いた。ワイリーはトマスの追加のギター伴奏とともにギター弾き語りで「ラスト・カインド・ワーズ・ブルース」と「スキニー・レッグ・ブルース(Skinny Leg Blues)」を録音した。トマスもワイリーのギターとコーラスを伴って「マザーレス・チャイルド・ブルース(Motherless Child Blues)」と「オーヴァー・トゥ・マイ・ハウス(Over to My House)」の2曲を録音した。いくつかの資料が示唆するところによると、1931年3月にワイリーとトマスはグラフトンに再び赴き、「ピック・プア・ロビン・クリーン(Pick Poor Robin Clean)」と「イーグルズ・オン・ア・ハーフ(Eagles on a Half)」を録音した。
オールミュージックのスティーヴ・レゲットは「『ラスト・カインド・ワーズ・ブルース』におけるワイリーの歌唱はかわるがわる気怠かったり、物識り顔だったり、怒気に満ちていたり、挑発的だったり、絶望していたり、あるいは物思いに沈んでいたりさえする。その歌唱はまぎれもなく初期カントリー・ブルースにおける最高の達成のひとつである。」と言明している。
ワイリーの録音のオリジナル盤は10枚も残っていないとみられる。

## 伝記の不確実さ
ワイリーについてはほとんど何も知られておらず、さまざまな情報源が提供するその生涯に関するごくわずかな詳細も首尾一貫していない。「Geeshie」(ときにより「Geechie」あるいは「Geetchie」と綴られる)はおそらく愛称であった。
ワイリーの生涯についてはいくつかの不確実な情報がある。ワイリーの同時代人だったミュージシャン、イシュマン・ブレイシーは、彼女がミシシッピ州ナチェズ出身で、デルタ・ブルース・ミュージシャンのパパ・チャーリー・マッコイと付き合っていたと述べた。また、1920年代にミシシッピ州ジャクソンにおいてメディシン・ショー(en)に出演しており、メンフィス・ミニーと離婚したケイシー・ビル・ウェルダンと結婚していたかもしれないことが示唆されている。ミシシッピ州オックスフォード出身の歌手、ベース奏者であるハーバート・ワイリーは、彼女は父方のいとこであり、その家族はサウスカロライナ州で農業に従事していたと述べた。またハーバートは自身の父親から彼女が1938年か1939年に死んだと聞かされたと述べ、おそらくオックスフォードにあったその家族の墓地に埋葬されたのだろうと信じていた。音楽学者にして系図学者であるエリック・S・ルブランクは彼女の名前はウェイディ・メイ・ワイリーであり、1906年にオックスフォード近郊で生まれたと示唆した。
ジョン・ジェレマイア・サリヴァンは2014年、ニューヨークタイムズ紙上でロバート・マック・マコーミックによる調査を発展させ、公表した。マコーミックは1950年代にオクラホマ州でフィールドワークを行っていた際、ワイリーの旧居を訪ね、近親者と話をしたとサリヴァンに語った。またマコーミックは1961年テキサス州において、ワイリーの録音パートナーだったL・V・エルヴィー・トマスにもインタビューをした。トマスは1920年代初期にワイリーと共演を始め、ワイリーの名前をリリー・メイ・ワイリーと記憶していた。トマスはワイリーに愛称をつけたのは自分だと主張した。愛称「Geechie」(さまざまな綴りがある)はサウスカロライナ州やジョージア州の沿岸部周辺出身の人々の間で一般的なものであった(同地域に住むガラ族の別称でもある)。しかしより一般的には、アメリカ南部の田舎に出自を持つ若い女性に対する愛情あふれる愛称であった。トマスはインタビューの2年ほど前（すなわち、1950年代に）、ワイリーはテキサス州西部に暮らしていると聞いたことがあると語った。後にサリヴァンが行った調査はワイリーが1908年11月14日ルイジアナ州で生まれ、1931年ヒューストンで夫であるソーントン・ワイリーを刺し殺したリリー・メイ・スコットと同一人物であったと示唆している。ワイリーはそれにもかかわらず1933年頃、二人の最後となるツアーで再びトマスと共演した。マコーミックによれば、トマスは「1933年以来（ワイリーとは）会っていない。オクラホマ州チコ(おそらくチェコタのことだろう)に彼女を置いてきた…一緒に演奏して回り旅をして、そして彼女をむこうに残して帰ってきた。」と話した。サリヴァンはヒューストンのミュージシャン、ジョン・D・ドン・ウィルカーソンとも話をした。彼はワイリーのことを覚えていると主張し、「ワイリーの素性についてどこか奇妙なところがあったとほのめかした。彼女は『多分メキシコ人か何か』だったと彼は言った。」
サリヴァンと協働した研究者ケイトリン・ラヴによれば、リリー・メイ・ワイリー（旧姓ブーン）は1950年に頭部外傷で亡くなり、その母キャスリン・ニクソンが眠るテキサス州バールソン郡のブラッシー墓地に埋葬された
。

## レガシー
「ラスト・カインド・ワーズ」、「マザーレス・チャイルド・ブルース」、「スキニー・レッグ・ブルース」および「ピック・プア・ロビン・クリーン」はコンピレーション・アルバム『Mississippi Masters: Early American Blues Classics 1927–35 』(ヤズー・レコード、2007年)に収録されている。
テリー・ツワイゴフによるドキュメンタリー映画『クラム』(1994年)の中で、アンダーグラウンド・コミック作家のロバート・クラムはワイリーの「ラスト・カインド・ワーズ・ブルース」のレコードをかけ、自身のカートゥーンが次から次へと映し出される間、座り込んで耳を傾けている。
「ピック・プア・ロビン・クリーン」はライアン・クーグラー監督の映画『罪人たち』で演奏された。同曲のジーシー・ワイリーによるオリジナル版と映画用のカバー版は『罪人たち』オリジナル・サウンドトラックに収録されている。
「ラスト・カインド・ワーズ・ブルース」は複数の他のアーティストによってカバーされている：
- デイヴィッド・ジョハンセン・アンド・ザ・ハリー・スミスは2002年のアルバム『Shaker』でカバーした[13]。ジョハンセンは映画『Searching for the Wrong-Eyed Jesus』(2003年)の劇中でも「ラスト・カインド・ワーズ」の一部を歌った。
- C・W・ストーンキングは2006年のアルバム『Mississippi & Piedmont Blues 1927 - 1941』に同曲の忠実なカバーを収録した[14]。
- デックス・ロームウェバー・デュオはジャック・ホワイトをフィーチャーしたバージョンをホワイトのアナログレコード専門レーベル、サード・マン・レコードからリリースした[15]。
- ランサム・リグズはビンテージ写真について語る自身のビデオ｢Talking Pictures｣の中で同曲を使用した。
- 伝統黒人音楽グループであるカロライナ・チョコレート・ドロップスのリアノン・ギデンズは自身のソロデビューアルバム『Tomorrow Is My Turn』で同曲を歌った[16]。
- クロノス・カルテットは2013年に放送された、同カルテットの40周年記念コンサートで同曲の編曲版を披露した[17]。
- ホーガン＆モスは2016年のアルバム『You've Been That Friend To Me』のために「ラスト・カインド・ワーズ」の自身によるバージョンを録音した[18]。
- ロバート・プラント／アリソン・クラウスの2021年11月にリリースされたアルバム『Raise the Roof』には「ラスト・カインド・ワーズ・ブルース」が収録された[19]。

## ディスコグラフィー
| 日付      | クレジット                             | A面                                    | B面                                | レコード・レーベル           |
| --------- | -------------------------------------- | -------------------------------------- | ---------------------------------- | ---------------------------- |
| 1930年3月 | ジーシー・ワイリー                     | 「ラスト・カインド・ワーズ・ブルース」 | 「スキニー・レッグ・ブルース」     | パラマウント・レコード 12951 |
| 1930年3月 | エルヴィー・トマスとジーシー・ワイリー | 「マザーレス・チャイルド・ブルース」   | 「オーヴァー・トゥ・マイ・ハウス」 | パラマウント・レコード 12977 |
| 1931年3月 | ジーシー・ワイリーとエルヴィー・トマス | 「ピック・プア・ロビン・クリーン」     | 「イーグルズ・オン・ア・ハーフ」   | パラマウント・レコード 13074 |